# Branden paa Ballins Skotøjsfabrik
Branden paa Ballins Skotøjsfabrik er en stumfilm fra 1918 af ukendt instruktør.